# Prasinopyra simifascia
Prasinopyra simifascia är en fjärilsart som beskrevs av Dyar 1920. Prasinopyra simifascia ingår i släktet Prasinopyra och familjen nattflyn. Inga underarter finns listade i Catalogue of Life.